# Aechmea pimenti-velosoi
Espèce
Classification phylogénétique
Synonymes
- Ortgiesia pimenti-velosoi (Reitz) L.B.Sm. & W.J.Kress

Statut de conservation UICN

 DD  : Données insuffisantes
Aechmea pimenti-velosoi est une espèce de plantes de la famille des Bromeliaceae, endémique de la forêt atlantique (mata atlântica en portugais) au Brésil.

## Synonymes
- Ortgiesia pimenti-velosoi (Reitz) L.B.Sm. & W.J.Kress[2].